# Guy Delorme
Pour les articles homonymes, voir Delorme.
 (avril 2024).
 (novembre 2023).
Guy Delorme, né le 23 mai 1929 à Mary-sur-Marne, et mort le 26 décembre 2005 à Bry-sur-Marne, est un acteur et cascadeur français.

## Biographie
Il joue dans des films de cape et d'épée du début des années 1960. Il incarnait en général le « méchant » face aux héros interprétés par Jean Marais ou Gérard Barray. Au cinéma, il tourna notamment sous la direction de Julien Duvivier, Billy Wilder ou Abel Gance. Il a aussi figuré dans plusieurs feuilletons télévisés dans les années 1970.

### Les débuts
Il joue entre autres en 1955-56 dans le deuxième film de Robert Hossein, Pardonnez nos offenses.
En 1959 il tourne dans deux films en costumes : Austerlitz d'Abel Gance où il joue le rôle du Général Exelmans et surtout Le Bossu d'André Hunebelle qui va marquer le début d'une longue collaboration entre les deux hommes.

### Les films de cape et d'épée

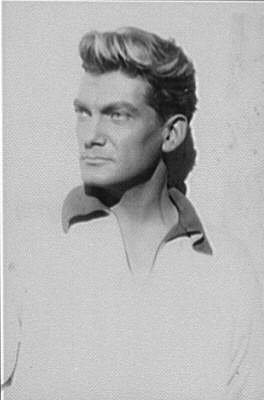
Jean Marais est l'acteur avec lequel Guy Delorme a le plus tourné ; huit fois au cinéma et deux fois à la télévision.

Guy Delorme devient dans la première moitié des années 1960 un habitué des films de cape et d'épée. Sous l'impulsion d'André Hunebelle puis de Bernard Borderie, il s'impose comme le "méchant" face aux rôles principaux joués par Jean Marais ou Gérard Barray.
Il est aidé en cela par sa maîtrise de l'escrime et de l'équitation qui le destine aux films historiques.
Après avoir démarré dans cet emploi en 1959 dans Le Bossu, André Hunebelle va lui donner ses rôles les plus marquants dont celui de Rinaldo, l'âme damnée de Concino Concini, dans Le Capitan en 1960. André Hunebelle décide de le doubler pour ce rôle d'Italien[pas clair]. En 1961 il joue le rôle du comte Jean de Sénac, allié de Charles le Téméraire, dans Le Miracle des loups. Dans ces deux films, il se retrouve face à Jean Marais contre qui il se bat à l'épée dans un duel final.
Il se retrouve encore opposé à Jean Marais, qu'il affronte dans Le Capitaine Fracasse, film de Pierre Gaspard-Huit, réalisé en 1961.
C'est ensuite Bernard Borderie qui lui offre des rôles importants, cette fois-ci face à Gérard Barray, dans le diptyque Les Trois Mousquetaires, en 1961 dans lequel il interprète le Comte de Rochefort puis dans les aventures de Pardaillan : Le Chevalier de Pardaillan (1962) et Hardi ! Pardaillan (1964) où il incarne Maurevert, l'âme damnée du duc de Guise. À la fin du premier film, Maurevert meurt mais son rôle semblait tellement important aux yeux de l'équipe du tournage, qu'il "ressuscite" pour jouer dans le second opus[réf. nécessaire].
Il tourne au total dans sept films sous la direction de André Hunebelle et neuf avec Bernard Borderie. Il côtoie Jean Marais le temps de huit tournages.
Sa carrière est moins prolifique à partir de la seconde moitié des années 1960 car il semble privilégier la télévision ou sa carrière de cascadeur qui le fait apparaître dans les grosses productions françaises comme : Le Corniaud de Gérard Oury en 1965, Fantomas contre Scotland Yard d'André Hunebelle en 1967 ou Le Cerveau de Gérard Oury en 1969. Mais souvent, il n'est pas crédité au générique.
Il tourne de moins en moins au cinéma dans les années 1970, où on l'aperçoit dans L'important c'est d'aimer de Andrzej Żuławski en 1974 ou dans un James Bond : Moonraker en 1979 ; dans les deux cas sans être crédité.
Parmi ses derniers rôles, on retient celui de Clamadieu des Îles dans Perceval le Gallois d'Éric Rohmer en 1978 et celui de d'Artagnan dans le film de Yvan Chiffre, Le Fou du roi en 1984.
Il tourne son dernier film en 1986 : La Rumba de Roger Hanin.

### À la télévision
À partir du milieu des années 1960, il enchaîne des apparitions à la télévision, surtout dans des feuilletons historiques, comme Thierry la Fronde et Schulmeister, l'espion de l'empereur en 1974. Il tient souvent un rôle important dans Gaspard des montagnes de Jean-Pierre Decourt en 1965 et Corsaires et flibustiers de Claude Barma en 1966.
Il retrouve Jean Marais par deux fois en 1973, dans Joseph Balsamo de André Hunebelle et dans Karatekas and Co d'Edmond Tyborowski.
Il tourne également une dernière fois avec Bernard Borderie dans Ces beaux messieurs de Bois-Doré en 1976.

### Le cascadeur
Parallèlement à son activité de comédien proprement dite, il fait partie de l'équipe de cascadeurs de Claude Carliez et François Nadal qui intervient sur de nombreuses grosses productions du cinéma français et international (James Bond).
Guy Delorme est un spécialiste des cascades physiques, des combats à l'arme blanche et des cascades équestres.

### Hommage
En 2005, quelque temps avant sa mort, Guy Delorme signe la préface du septième tome de la bande dessinée De capes et de crocs, intitulée Chasseurs de chimères, d'Alain Ayroles et Jean-Luc Masbou.
Il y remercie les deux auteurs de lui avoir rendu hommage, en s'inspirant de ses personnages de "méchants" dans les films de cape et d'épée pour créer celui de la série dessinée : le Capitan Mendoza.

## Filmographie

### Acteur

#### Cinéma
- 1951 : Sous le ciel de Paris de Julien Duvivier : Non crédité
- 1954 : Poisson d’avril de Gilles Grangier : Un consommateur au café (non crédité)
- 1956 : Pardonnez nos offenses de Robert Hossein
- 1957 : Ariane (Love in the Afternoon) de Billy Wilder : Un gigolo (rôle coupé au montage)
- 1957 : Cerf-volant du bout du monde (Feng Zheng) de Roger Pigaut et Wang-Kia-Yi : Le sergent des sapeurs-pompiers
- 1959 : Le Bossu d'André Hunebelle : Un spadassin
- 1960 : Austerlitz de Abel Gance : Le Général Exelmans
- 1960 : Le Capitan de André Hunebelle : Rinaldo (doublé)
- 1960 : Fortunat de Alex Joffé : Un Allemand (non crédité)
- 1961 : Le Capitaine Fracasse de Pierre Gaspard-Huit : Le capitaine des gardes du Prince de Moussy
- 1961 : Vive Henri IV, vive l'amour de Claude Autant-Lara
- 1961 : Le Miracle des loups de André Hunebelle : Le Comte Jean de Sénac
- 1961 : Les Trois Mousquetaires (Première époque : Les Ferrets de la Reine) de Bernard Borderie : Le Comte de Rochefort
- 1961 : Les Trois Mousquetaires (Seconde époque : La Vengeance de Milady) de Bernard Borderie : Le Comte de Rochefort
- 1962 : Lemmy pour les dames de Bernard Borderie : Mirko
- 1962 : Le Chevalier de Pardaillan de Bernard Borderie : Maurevert
- 1962 : Les Mystères de Paris de André Hunebelle : Un policier
- 1963 : Rocambole de Bernard Borderie : Commissaire Agus
- 1963 : À toi de faire... mignonne de Bernard Borderie : Elmer Whittaker
- 1964 : Hardi ! Pardaillan de Bernard Borderie : Maurevert
- 1964 : Coplan, agent secret FX 18 de Maurice Cloche : Lattina
- 1964 : Les Gorilles de Jean Girault : Le Toulousain (non crédité)
- 1964 : Lucky Jo de Michel Deville : Un policier (non crédité)
- 1964 : Le Majordome de Jean Delannoy : Un homme du commando
- 1965 : Le Corniaud de Gérard Oury : Luigi, un homme de Mickey
- 1965 : Furia à Bahia pour OSS 117 de André Hunebelle : Karl
- 1966 : La Sentinelle endormie de Jean Dréville : Un officier
- 1966 : Paradiso, hôtel du libre-échange (Hotel Paradisio) de Peter Glenville : Un policier (non crédité)
- 1966 : Carré de dames pour un as de Jacques Poitrenaud : Jésus
- 1967 : Sept hommes et une garce de Bernard Borderie
- 1967 : Fantomas contre Scotland Yard d'André Hunebelle : le chef de la mafia
- 1967 : Les Aventuriers de Robert Enrico : un tueur
- 1967 : Les Grandes vacances de Jean Girault : un marin au bistrot (non crédité)
- 1967 : Deux billets pour Mexico (Geheimnisse in Goldenen Nylons) de Christian-Jaque : un homme de confiance
- 1967 : Le Fou du labo 4 de Jacques Besnard : un acteur du western (non crédité)
- 1967 : J'ai tué Raspoutine de Robert Hossein : un soldat russe (non crédité)
- 1968 : Adieu l'ami de Jean Herman : l'homme de Neuilly
- 1968 : Sous le signe de Monte-Cristo d'André Hunebelle : un bagarreur au bar (non crédité)
- 1969 : Le Cerveau de Gérard Oury : un complice (non crédité)
- 1969 : L'Étoile du sud (The Southern Star) de Sidney Hayers : Michæl
- 1969 : Mon oncle Benjamin d'Édouard Molinaro : un laquais (non crédité)
- 1969 : Catherine, il suffit d'un amour de Bernard Borderie : Lifan
- 1970 : L'Ardoise de Claude Bernard-Aubert : un détenu (non crédité)
- 1970 : Le Mur de l'Atlantique de Marcel Camus : un marin allemand
- 1971 : Laisse aller... c'est une valse ! de Georges Lautner : un homme de Varèse (non crédité)
- 1973 : Le Gang des otages d'Édouard Molinaro : un policier (non crédité)
- 1974 : Les Possédées du diable : Lorna l'exorciste de Jesús Franco : Patrick Mariel
- 1974 : L'important c'est d'aimer de Andrzej Żuławski : un homme de main de Mazelli (non crédité)
- 1975 : L'Intrépide de Jean Girault : un homme de Canello
- 1977 : Le Cabaret des filles perverses (Blue Rita / Das Frauenhaus) de Jesús Franco : Bergen
- 1978 : Perceval le Gallois de Éric Rohmer : Clamadieu des Îles
- 1979 : Moonraker de Lewis Gilbert: le sniper de Drax à  la chasse (non crédité)
- 1979 : La Tour Eiffel en otage (The Hostage Tower) de Claudio Guzman : un touriste italien
- 1981 : Téhéran 43 (Tegeran-43) de Aleksandr Alov et Vladimir Naumov : un des assassins de Roche
- 1983 : On l'appelle catastrophe de Richard Balducci
- 1984 : Le Fou du roi de Yvan Chiffre : d'Artagnan
- 1984 : Liste noire d'Alain Bonnot
- 1987 : La Rumba de Roger Hanin

#### Télévision
- 1964 : Bayard de Claude Pierson (série télévisée)
- 1964-1966 : Thierry la Fronde de Pierre Goutas (série télévisée) : Seguin / Anceaume / John du Vernais
- 1965 : Vergalade de François Chatel (téléfilm)
- 1965 : Gaspard des montagnes de Jean-Pierre Decourt (téléfilm) : Main-Froide
- 1966 : Corsaires et Flibustiers de Claude Barma (série télévisée) : L'Olonnais
- 1971 : Quentin Durward de Gilles Grangier (série télévisée) : le chef des gardes de l'évêque de Liège (non crédité)
- 1971 : Le Voyageur des siècles de Jean Dréville (série télévisée) : Le voleur
- 1972 : Les Évasions célèbres (épisode L'Evasion du duc de Beaufort) : Capitaine Guitaut
- 1972 : Les Évasions célèbres de Christian-Jaque et Jean-Pierre Decourt : Ludovic (épisode : L'esclave gaulois)
- 1972 : Les Évasions célèbres (épisode Le comte de Lavalette) : Piat
- 1973 : Karatekas and Co (série télévisée) : le perceur (épisode : Mozart passe la mesure)
- 1973 : Joseph Balsamo (série télévisée) : Enrique Sanchez
- 1974 : Fracasse de Raoul Sangla (téléfilm)
- 1974 : Schulmeister, l'espion de l'empereur de Jean-Pierre Decourt : Le vicomte / Le Commandant
- 1974 : La Juive du Château-Trompette de Yannick Andréi (téléfilm) : Torigny
- 1976 : Ces beaux messieurs de Bois-Doré de Bernard Borderie (série télévisée) : Macabre, un chef de bande
- 1977 : Richelieu de Jean-Pierre Decourt (série télévisée) : De Bar
- 1979 : Sam et Sally de Nicolas Ribowski (série télévisée), épisode : Lili, : le portier
- 1979 : Au théâtre ce soir (série télévisée) : le colonel d'Empire
- 1979 : Le Roi qui vient du sud de Marcel Camus (série télévisée)
- 1981 : Vendredi ou la vie sauvage de Gérard Vergez (téléfilm)
- 1982 : Marcheloup de Roger Pigaut (série télévisée) : Volcelest

### Cascadeur
- 1961 : Le Capitaine Fracasse de Pierre Gaspard-Huit
- 1964 : Fantomas d'André Hunebelle
- 1965 : Le Corniaud de Gérard Oury
- 1966 : La Grande Vadrouille de Gérard Oury
- 1967 : Fantomas contre Scotland Yard d'André Hunebelle
- 1967 : Les Grandes Vacances de Jean Girault
- 1974 : Ardéchois cœur fidèle (téléfilm) de Jean-Pierre Gallo
- 1982 : Les Misérables de Robert Hossein
- 1984 : Liste noire d'Alain Bonnot.

## Théâtre
- 1947 : Huon de Bordeaux d'Alexandre Arnoux, mise en scène Georges Douking, Centre dramatique de l'Est
- 1953 : Flamineo de Robert Merle, mise en scène Georges Douking, théâtre des Célestins
- 1953 : Huon de Bordeaux d'Alexandre Arnoux, mise en scène Georges Douking, théâtre des Célestins
- 1955 : La Tragédie de Roméo et Juliette de William Shakespeare, mise en scène Michel Saint-Denis, Comédie de l'Est
- 1955 : Juge de son honneur ou l'Alcade de Zalamea de Pedro Calderón de la Barca, mise en scène Daniel Leveugle, Comédie de l'Est
- 1956 : Don Carlos de Friedrich von Schiller, mise en scène Raymond Hermantier, théâtre du Vieux-Colombier
- 1958 : La Petite Hutte d'André Roussin, mise en scène de l'auteur, théâtre La Bruyère, théâtre des Célestins, tournée Baret
- 1960 : Pâques d’August Strindberg, Histoire de nuit de Seán O'Casey, Une mesure pour rien de Jean Rebel, mise en scène André Cellier, Poche Montparnasse
- 1972 : Fracasse de Serge Ganzl d'après Le Capitaine Fracasse de Théophile Gautier, mise en scène Marcel Maréchal, Raoul Billerey et Bernard Ballet, théâtre antique de Fourvière, Festival de la Cité Carcassonne, Comédie de Saint-Étienne
- 1978 : Tom Jones opéra de Philidor d'après le roman de Fielding, mise en scène Jacques Fabbri, salle Favart, Festival de musique d'Albi
- 1985 : Jules César mis en scène de Robert Hossein palais des sports
- 1987 : L'Affaire du courrier de Lyon d'Alain Decaux et Robert Hossein, mise en scène Robert Hossein, palais des congrès de Paris
- 1988 : La Liberté ou la Mort d'après Danton et Robespierre d'Alain Decaux, Stellio Lorenzi et Georges Soria, mise en scène Robert Hossein, palais des congrès de Paris